# Хлевищенское сельское поселение
Хлевищенское сельское поселение — упразднённое сельское поселение в Алексеевском районе Белгородской области.
Административный центр — село Хлевище.
Упразднено 19 апреля 2018 с преобразованием Алексеевского муниципального района в Алексеевский городской округ.

## География
Хлевищенское сельское поселение расположено в юго-западной части Алексеевского района, рядом с Красногвардейским районом.
Хлевищенское сельское поселение граничит с Ильинским сельским поселением — на севере и с Кущинским Ильинским сельским поселением — на востоке. С запада пролегает граница с Красногвардейским районом.

### Рельеф
Местность сильно пересеченная, холмистая. На территории поселения нет рек, ранее существовала река Кобылка. Поэтому в советское время было создано несколько прудов, преимущественно для хозяйственных нужд. Леса встречаются между Хлевищем и Куприяновым, остальная территория представляет степь.

### Полезные ископаемые
На территории поселения находятся мощные отложения мела, глины, песка. Есть также залежи железной руды.

## Население
| 2010 | 2011 | 2012 | 2013 | 2014 | 2015 | 2016 |
| ---- | ---- | ---- | ---- | ---- | ---- | ---- |
| 837  | ↘835 | ↘818 | ↘805 | ↘784 | ↘779 | ↘774 |
| 2017 | 2018 |      |      |      |      |      |
| ↘764 | ↘756 |      |      |      |      |      |

## Состав сельского поселения
| № | Населённый пункт | Тип населённого пункта       | Население |
| - | ---------------- | ---------------------------- | --------- |
| 1 | Гречаников       | хутор                        | ↘12       |
| 2 | Куприянов        | хутор                        | ↘68       |
| 3 | Соломахин        | хутор                        | ↘9        |
| 4 | Хлевище          | село, административный центр | ↘748      |

## Экономика
- ЗАО «Новооскольская зерновая компания»[12]